# Drymonia centralariae
Drymonia centralariae är en fjärilsart som beskrevs av Gómez Bustillo 1977. Drymonia centralariae ingår i släktet Drymonia och familjen tandspinnare. Inga underarter finns listade i Catalogue of Life.